# The Maze (album Vinniego Moore’a)
The Maze – piąty album studyjny amerykańskiego wirtuoza gitary Vinniego Moore’a. Wydawnictwo ukazało się 23 marca 1999 roku nakładem wytwórni muzycznej Shrapnel Records. Nagrania zostały zarejestrowane w Prairie Sun Recording Studios, Sound Temple Studio oraz w VinMan Studios.

## Lista utworów
Opracowano na podstawie materiału źródłowego.
1. "The Maze" (Vinnie Moore) - 8:42
2. "King of Kings" (Vinnie Moore) - 5:48
3. "Cryptic Dreams" (Vinnie Moore) - 5:33
4. "Never Been to Barcelona" (Vinnie Moore) - 4:21
5. "Watching from the Light" (Vinnie Moore) - 4:45
6. "The Thinking Machine" (Vinnie Moore) - 4:42
7. "Eye of the Beholder" (Vinnie Moore) - 6:00
8. "Rain" (Vinnie Moore) - 4:26
9. "In the Healing Garden" (Vinnie Moore) - 6:35
10. "Fear and Trepidation" (Vinnie Moore) - 8:12

## Twórcy
Opracowano na podstawie materiału źródłowego.
| - Vinnie Moore – gitara, miksowanie, produkcja muzyczna - Tony MacAlpine – instrumenty klawiszowe - Shane Gaalaas – perkusja - Dave LaRue – gitara basowa - Mark Rennick – inżynieria dźwięku - Noah Landis – inżynieria dźwięku |  | - James Murphy – inżynieria dźwięku - Gustavo Venegas – inżynieria dźwięku - Paul Orofino – miksowanie - Christopher Ash – mastering - Mike Varney – producent wykonawczy |